# Peuleukung
Peuleukung is een bestuurslaag in het regentschap Nagan Raya van de provincie Atjeh, Indonesië. Peuleukung telt 382 inwoners (volkstelling 2010).